# Raoul Servais
Raoul Servais (ur. 1 maja 1928 w Ostendzie, zm. 17 marca 2023 w Middelkerke) – belgijski twórca filmów animowanych.
W 1950 roku ukończył Akademię Sztuk Pięknych w Gandawie/Belgia. Od 1953 roku był asystentem sławnego surrealisty René Magritte. Od 1957 roku, w wieku 29 lat zajął się realizacją filmów animowanych. Zadebiutował w 1960 roku filmem Havenlichten (Luces del puerto)(1959/10min.) na Belgijskim Festiwalu Filmowym (Nationaal Festival van de Belgische Film). Przez 9 lat (1985–1994) był przewodniczącym Międzynarodowego Stowarzyszenia Twórców Filmów Animowanych (ASIFA – Association Internationale du Film d’Animation). W wieku 69 lat (1997 rok) oficjalnie zakończył swoją karierę pedagoga.
Twórczość Servaisa charakteryzuje ogromna różnorodność stosowanych technik animacji. Autor, jak sam mówi, chętnie zapraszał do pracy nad projektami innych twórców w celu doskonalenia strony wizualnej. 

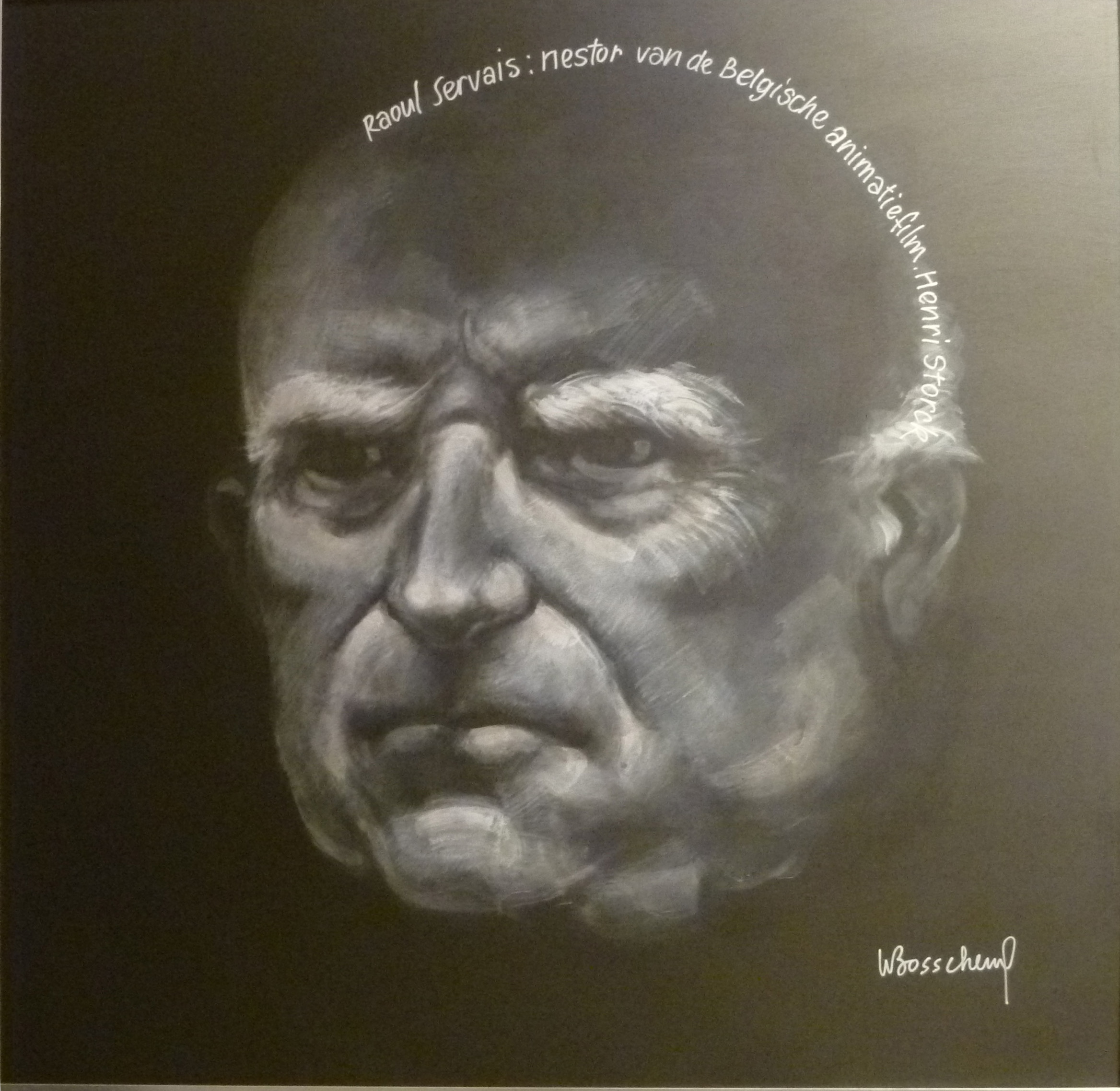
Raoul Servais (2014), Portret malarza belgijskiego Willy Bosschem

Servais jest twórcą około 20 filmów animowanych oraz jednego pełnometrażowego filmu fabularnego, z którego sam nie jest do końca zadowolony i wskazuje na problem rozbieżności zdań między nim a producentem filmu. Innymi słowy autor twierdzi, że jest to „kompletnie inny film od tego jaki chciał zrealizować” (wypowiedź z dnia 4.06.2007 CSW/Warszawa).
Niestety wszystkich filmów nie będzie można nigdy obejrzeć, ponieważ kilka uległo całkowitemu zniszczeniu, a pozytywy trzech zostały autorowi skradzione.

## Ważniejsze nagrody
- W 1966 roku, na Festiwalu Filmowym w Wenecji – nagroda za film Chromophobia (1965/1966/16min.)
- W 1971 roku, na Festiwalu Filmowym w Cannes – nagroda jury za film Operation X-70 (1971/9,30min.)
- W 1979 roku, na Festiwalu Filmowym w Cannes – Złota Palma za film Harpya (1979/8,30min.)
- W 1997 roku, na Międzynarodowym Festiwalu Filmów Animowanych w Annecy (Festival du Film d'Animation du Annecy – FIFA) – Grand Prix za film Mariposas nocturnas (Papillons de nuit) (1997/8min.)
- W 2007 roku, na Krakowskim Festiwalu Filmowym – Smok Smoków za całokształt twórczości.

## Filmy autorstwa Raoula Servaisa
- Havenlichten (Luces del puerto) (1959) / 10 min.
- Omleiding november (1963) / 13 min.
- The False Note (La nota falsa / De valse noot) (1963) / 10 min.
- Chromophobia (1965/1966) / 16 min.
- Sirene (1968) / 9,30 min.
- Goldframe (1969) / 4,10 min.
- To speak or Not to speak (Hablar o no hablar) (1970) / 11 min.
- Operation X-70 (1971) / 9,30 min.
- Pegasus (1973) / 8,30 min.
- Halewyn's song (Het Lied van Halewyn) (1976) / 12 min.
- Harpya (1979) / 8,30 min.
- Sie schöne Gefangene (1982)
- Taxandria (1994) / 90 min.
- Mariposas nocturnas (Papillons de nuit) (1997) / 8 min.
- Nocturnal butterflies (1998) / 8 min.
- Atraksion (2001) / 10 min.
- Jours d'hiver (2004)
- Winter Days (I, II, III) (2005)